# Årets Verdensdansker
Årets Verdensdansker er en pris der bliver uddelt årligt af Danes Worldwide. Prisen bliver tildelt en dansker, der er bosat i udlandet, og som har gjort en indsats for at fremme danske værdier i udlandet. Den blev første gang uddelt 27. juli 2008, og den første pris blev givet til den tidligere fodboldspiller Michael Laudrup.

## Vindere af prisen
- 2008: tidligere fodboldspiller Michael Laudrup
- 2009: musiker og komponist Bent Fabricius-Bjerre
- 2010: eliteforsker Lene Vestergaard Hau
- 2012: balletmester Nikolaj Hübbe[1]
- 2015: skuespiller Nikolaj Coster-Waldau
- 2017: kok og iværksætter Claus Meyer
- 2019: EU-konkurrencekommisær Margrethe Vestager
- 2021: træner for fodboldlandsholdet for mænd Kasper Hjulmand
- 2023: skuespiller Sidse Babett Knudsen
- 2025: astronaut Andreas Mogensen